# Christmas Time (Is Here Again)
Christmas Time (Is Here Again) (Lennon/McCartney/Harrison/Starkey) är en låt av The Beatles. Låten spelades in 1967 och var bara släppt till medlemmarna i The Beatles fanklubb.
Christmas Time Is Here Again spelades in den 11 november 1967 och flexidiscen skickades ut till fanclubsmedlemmarna den 15 december 1967. Flexidiscen var i mono och detsamma gäller LP:n The Beatles Christmas Album. En stereoversion av Christmas Time Is Here Again finns på CD-EP:n Free as a Bird, som gavs ut den 12 december 1995.
Låten släpptes 1995 på singeln Free as a Bird då den också förkortades till 3 minuter. I slutet på låten önskar alla fyra beatlarna, en och en, en god jul.
Ringo Starr spelade in en egen version av låten 1999 och släpptes på hans album I Wanna be Santa Claus.